# SK 아우스트리아 케른텐
SK 아우스트리아 케른텐(SK Austria Kärnten)은 오스트리아 클라겐푸르트를 연고로 하던 축구 클럽이다. 2007년 6월 1일에 창단되었으며 2010년 6월 구단이 파산되면서 해체되었다.

## 역대 감독
| 감독        | 임기 |
| ----------- | ---- |
| 발터 샤흐너 | 2007 |